# Aralhalli, Shorapur
Aralhalli là một làng thuộc tehsil Shorapur, huyện Gulbarga, bang Karnataka, Ấn Độ.